# تلال الخليل

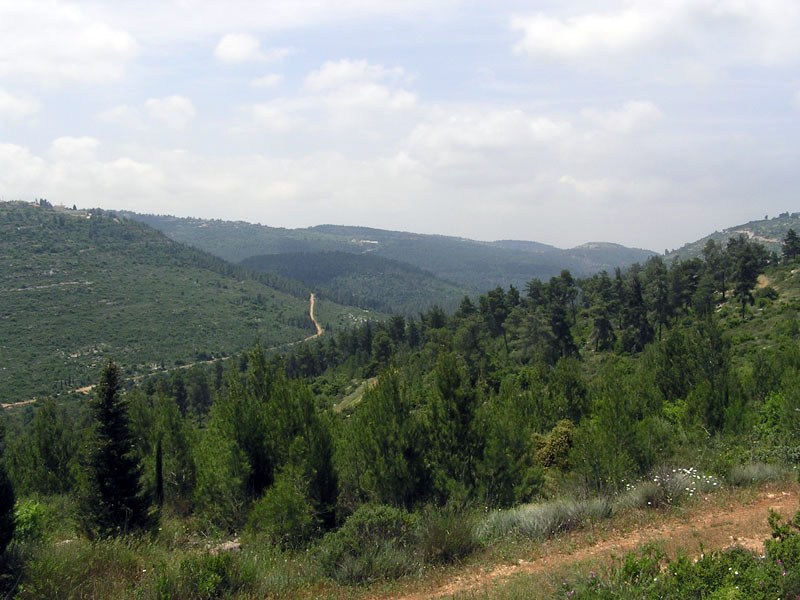
الجبال المحيطة بمدينة القدس

جبال يهودا (بالعبرية: הרי יהודה) في التاريخ والثقافة العبرية تطلق بشكل أساسي على جبال الخليل ومن ناحية جغرافية فهي المنطقة الممتدة من تل العاصور شمالاً إلى وادي بئر السبع جنوباً، وتمتد إلى صحراء يهودا شرقًا، وهي تشكل قلب مملكة يهوذا التاريخيَّة.

## التكوين والأجزاء
تتكون يهودا من الحجر الجيري والدولوميت. والجزء الآخر هو صحراء.
ينقسم جبال يهودا لثلاثة أجزاء:
1.الشمال، حيث هناك تل العاصور ويرتفع 1016 متر فوق مستوى سطح البحر.
2.المركز، وهي منطقة منخفضة نسبيًا وتبلغ ذروتها حوالي 918 متراً.
3.الجنوب، جبل الخليل، وتبلغ ذروتها بلدة حلحول شمال الخليل بارتفاع يصل إلى 1.026 متر فوق مستوى سطح البحر.
المدن الكبرى في يهودا: القدس، الخليل، بيت لحم، رام الله ومستوطنات إسرائيلية هما معاليه أدوميم وبيتار عيليت.
في يوليو 1965 أعلنت إسرائيل جزء من «جبال يهودا» حديقة وطنية ومساحتها حوالي 26.000 هكتار تركزت في تلال القدس.

## معرض صور

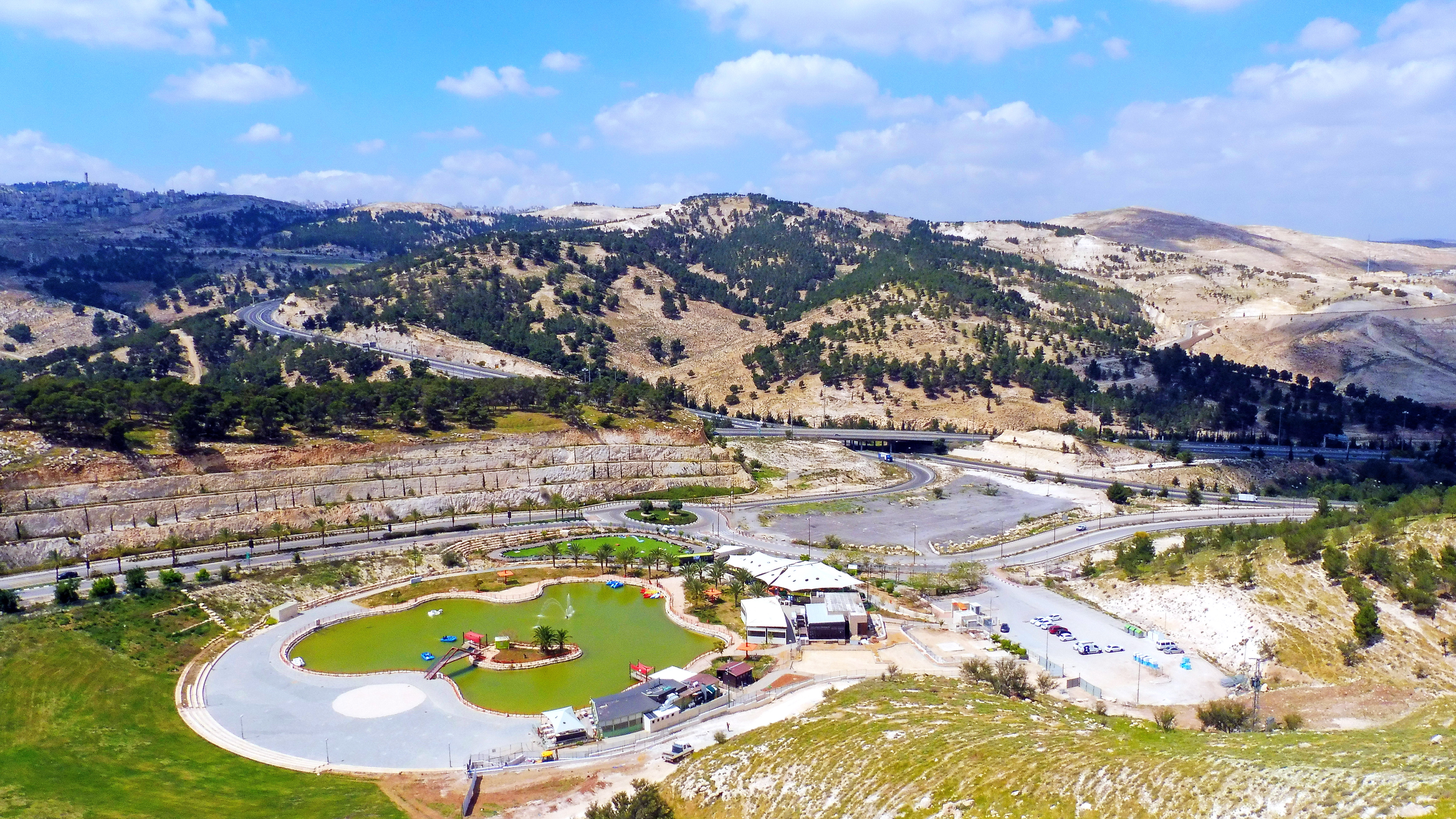
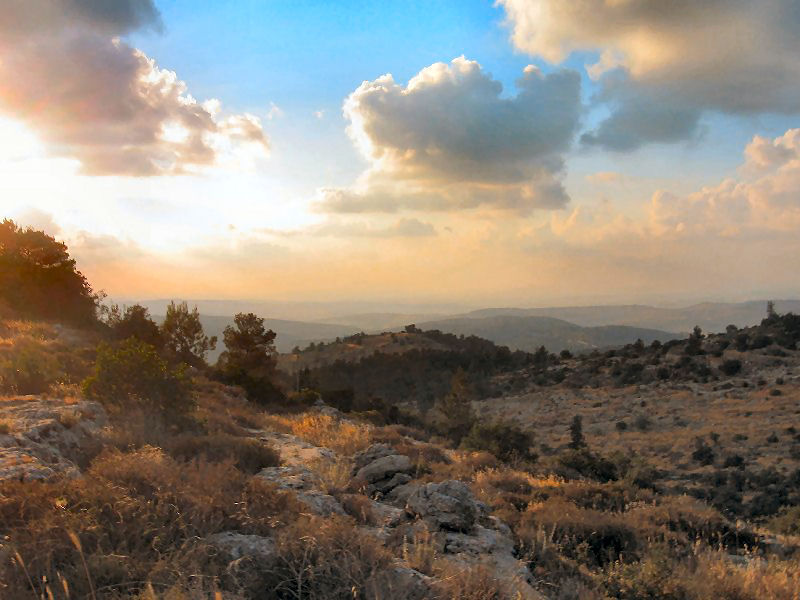
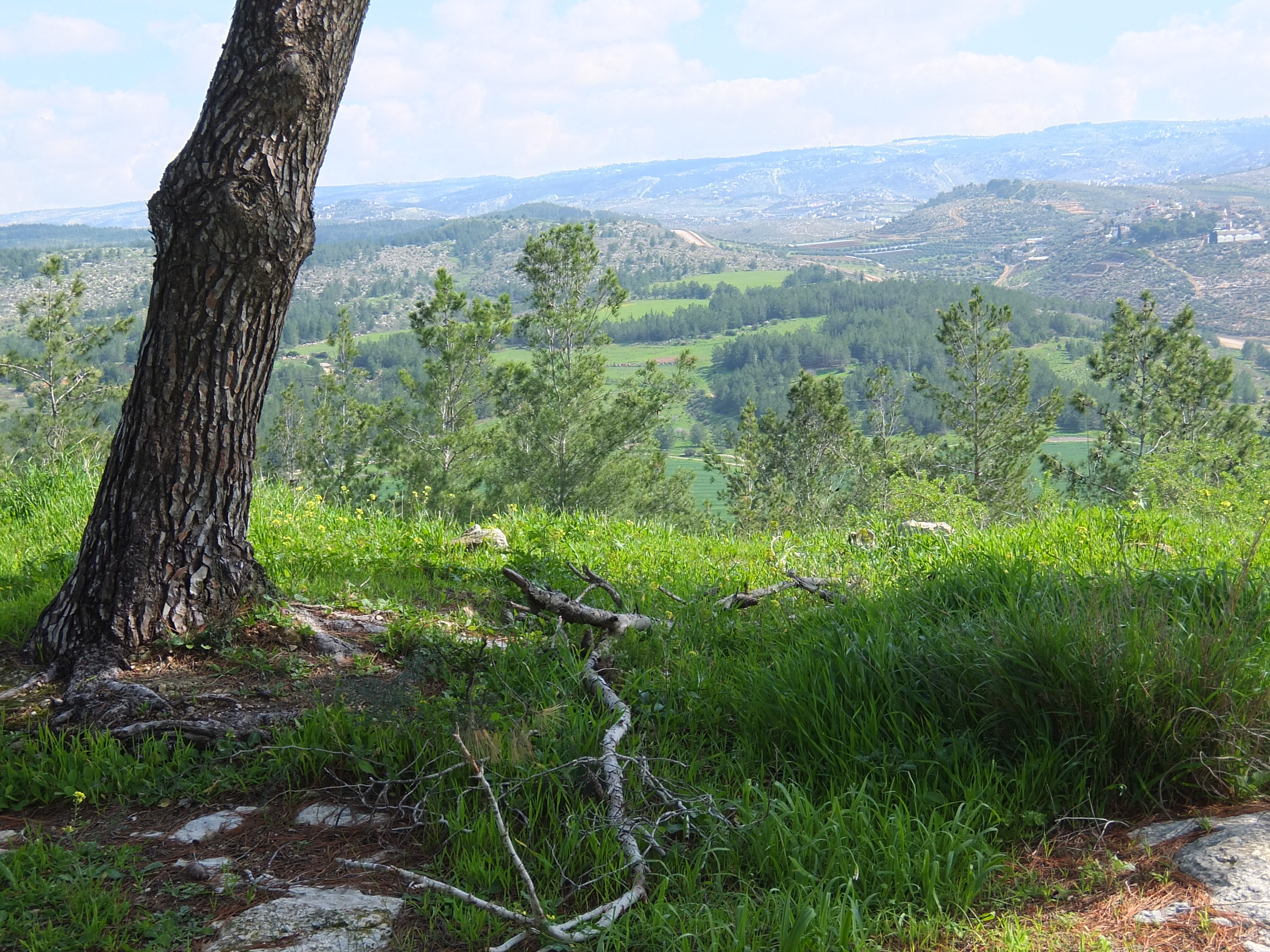
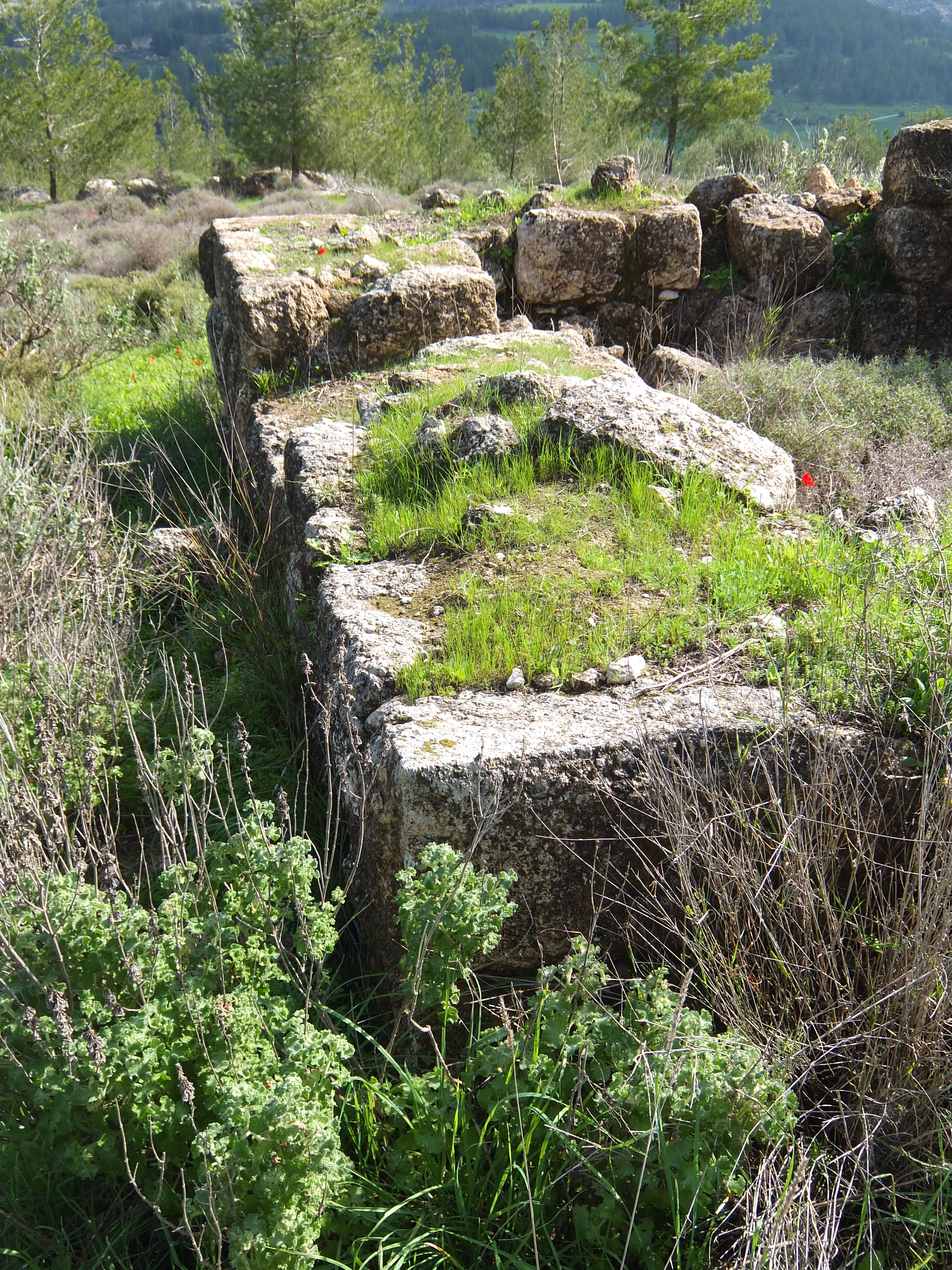
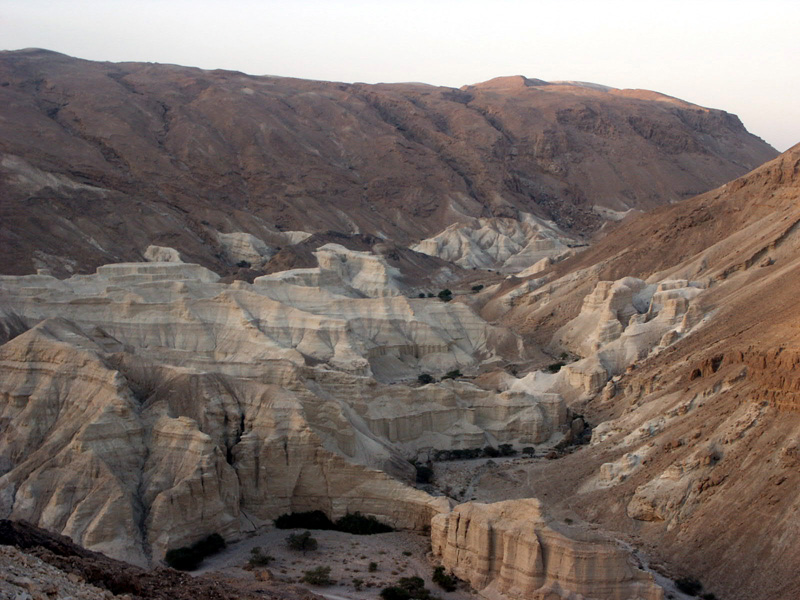
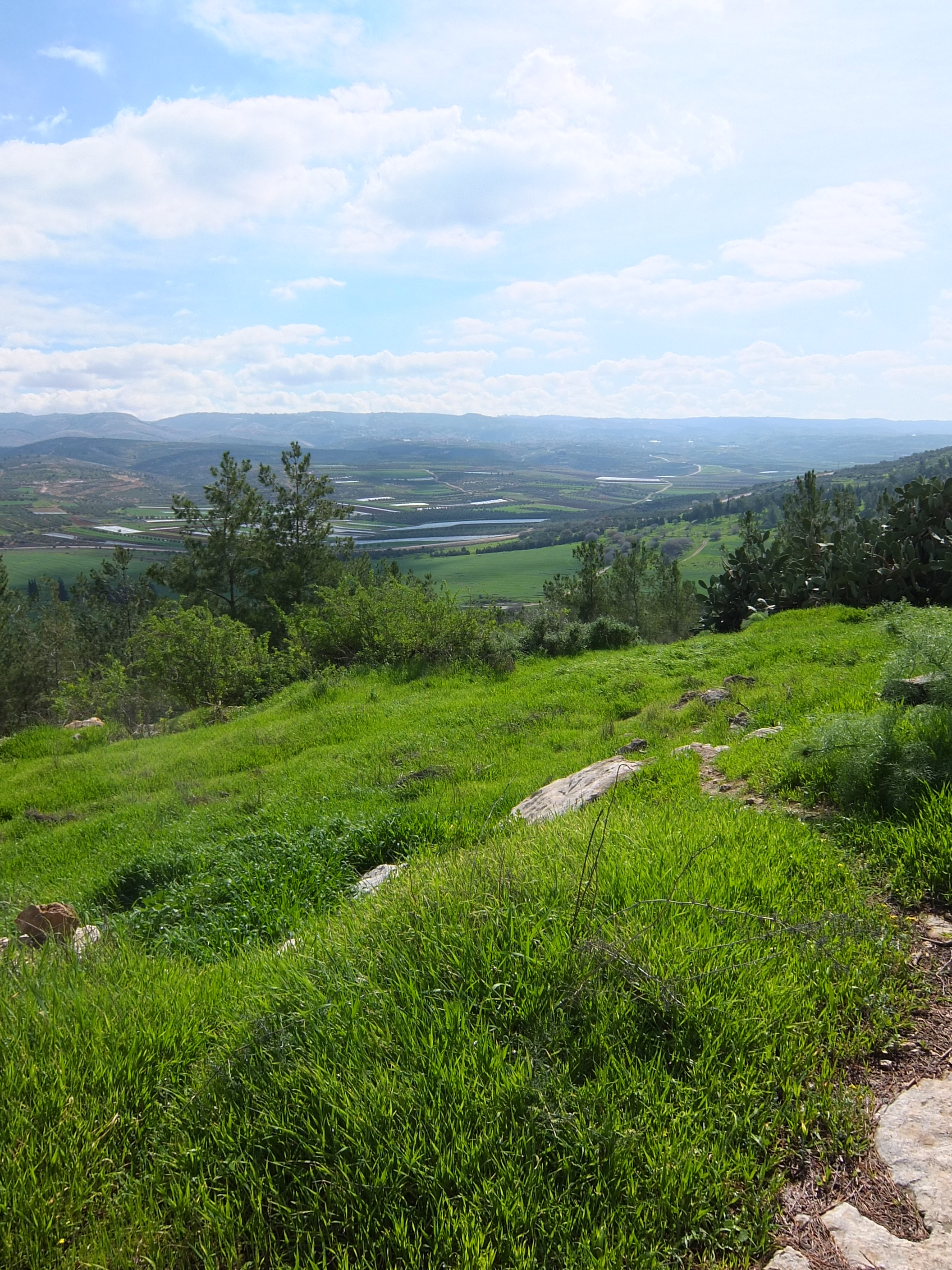